# St. Leger
St. Leger (také St Leger) je klasický dostih tříletých anglických plnokrevníků na trati dlouhé 2913 m, založený roku 1776 v Doncasteru (South Yorkshire) ve střední Anglii. S výjimkou válečných let se koná každý rok v září a uzavírá britskou sezónu klasických dostihů. Je také posledním ze tří dostihů "Trojkoruny" (dostihy 2000 Guineas, Derby (dostihy), St Leger), kterou získává kůň, pokud ve všech třech zvítězil. Název St Leger Stake připomíná anglického důstojníka a politika Anthony St Legera, který dostih navrhl a vytvořil. 
Prestižní dostih v Doncasteru je také modelem pro řadu národních dostihů s podobnými pravidly, včetně klasické trojkoruny. Mezi ně patří dostihy St Leger například v České republice, v Irsku, v Itálii, ve Francii, v Německu, v Polsku a v Maďarsku, v Japonsku se obdobný dostih nazývá Kikuka-šó.